# Claude-François Paparel
Claude-François Paparel, né en 1659 et mort le 18 mai 1725 à Paris, est un financier français, conseiller du roi, trésorier de l'extraordinaire des guerres et trésorier général de la gendarmerie et des chevau-légers (1702-1716). 
Il est le beau-père du maréchal de France Philippe-Charles de La Fare. 

## Biographie

### Un riche financier
Claude-François Paparel est le fils de François Paparel qui fut conseiller du roi, trésorier de l'extraordinaire des guerres. Les Paparel, famille du Lyonnais, portent : D'azur, à 3 tours d'or ; au chef du même chargé d'un lion passant de gueules.
Paparel hérite de la charge de conseiller du roi le 15 décembre 1688, et de celle de trésorier général de l'extraordinaire des guerres, le 13 décembre 1697. En décembre 1701, il ajoute trois offices nouvellement créées aux charges de son père. Il est désormais trésorier général de la compagnie des gendarmes, des dix compagnies de gendarmerie et des six compagnies de chevau-légers de Louis XIV.
Paparel est aussi un financier. Quand Colbert organise la Compagnie du Levant, Pennautier, et Paparel sont les deux principaux actionnaires et dirigeants.
En 1708, Paparel achète aux enchères, au sieur Philippe Jacques, greffier en chef du Parlement de Paris, la seigneurie de Vitry-sur-Seine, à deux lieues de Paris. Puis, Paparel fait bâtir un château à Vitry, en 1710.
Philippe-Charles de La Fare profite de son séjour à Paris pour se marier, le 6 août, avec Françoise Paparel, fille de Paparel et de Marie de Sauvion.

### Condamné à la potence
Le régent Philippe d’Orléans trouve, à la mort de Louis XIV, en 1715, les caisses de l’État vides. Début 1716, il installe une Chambre de justice dans une salle du couvent des Augustins et il y aurait fait transférer des instruments de torture. Les banquiers sont les premiers visés.
Paparel ne pouvant justifier, semble-t-il, le déficit de sa comptabilité, est mis en état d’arrestation. Il aurait, est-il dit, « exigé le dixième denier sur tous les paiements qu'il avait fait aux officiers et gardes du corps », soit 700 000 francs et avait touché 1 200 000 livres et conservé pour lui cette somme. Mais la chambre de justice l'accuse surtout d'avoir prêté 1 600 000 livres aux ennemis de la France pendant la guerre de Succession d'Espagne. Des scellés sont apposés sur ses biens, qui sont saisis en 1716, à la requête du conseiller général de la Chambre des Comptes, et mis en adjudication. 
Paparel est condamné à la potence pour « crime de péculat ». Il est traîné pieds nus et en chemise en hiver dans les rues de Paris et attachés au carcan [avec deux autres condamnés]. Un écriteau où il est écrit « voleurs du peuple », fait qu'ils sont lapidés par la foule. Et la même foule s'oppose à ce qu'ils soient protégés du froid par un manteau. Le 20 avril 1716, il est finalement condamné à avoir la tête tranchée.[réf. nécessaire]
L’affaire fait grand bruit, la sœur du régent s’acharne contre Paparel qui a le tort de ne pas être noble. Philippe-Charles de La Fare demande à son ami le Régent la grâce de son beau-père. Le roi relâche ou ne fait pas exécuter 4 000 personnes, mais leur impose 400 millions d'amendes.
Si la sœur du Régent, Élisabeth-Charlotte d'Orléans, insulte Paparel, la bourgeoisie et une partie de la noblesse le plaignent et se sentent menacés par la politique du Régent. Le Sieur Duplessis le remplace en 1717 comme Trésorier de l'extraordinaire des guerres et de la gendarmerie. Il n'évite pas les rigueurs de la Chambre de justice et est taxé pour la somme de 1 504 415 livres.
La peine de Paparel étant commuée en détention perpétuelle, il est relégué au château de Saumur en 1716, puis à l'abbaye de Laon en 1719. Paparel meurt, selon la rumeur, dans la misère en 1725. 
En réalité, il finit ses jours dans l’île Sainte-Marguerite, en Provence, avec une pension de 1 000 francs ce qui correspond à la solde d'un lieutenant.[réf. nécessaire] Il est accompagné dès Saumur de ses domestiques, principalement son cuisinier. Puis, il se fait réhabiliter et touche une pension alimentaire de son gendre de 8 000 livres et il meurt à Paris en 1725,[réf. incomplète].

## Mariage
Paparel avait épousé Marie de Sauvion, fille de Jean de Sauvion (1643-1729), trésorier général de l'extraordinaire des guerres, conseiller du roi, écuyer et de Françoise Geneviève Renouard de La Touanne, elle-même fille d'un Trésorier général de l'extraordinaire des guerres.